# Willi Wiebershausen
Willi Wiebershausen (* 9. Dezember 1917 in Köln; † 8. Juli 1958 bei Gernrode im Harz) war ein deutscher SED-Funktionär. Er war Erster Sekretär der SED-Bezirksleitung Neubrandenburg.

## Leben
Wiebershausen, Sohn eines Schlossers, besuchte die Volksschule und erlernte den Beruf des Karosseriebauers. Anschließend arbeitete Wiebershausen im Beruf. 1930 wurde er Mitglied der Roten Pioniere und des Jungspartakusbundes. 1932 trat er dem Kommunistischen Jugendverband Deutschlands bei. Im Juni 1939 wurde er zur Wehrmacht eingezogen und musste seit Beginn des Zweiten Weltkrieges Kriegsdienst leisten. Als Stabsgefreiter desertierte er im April 1945 in Dänemark und kam bis Juni 1945 in britische Kriegsgefangenschaft. 
Nach Kriegsende kehrte Wiebershausen nach Köln zurück und trat dort der Kommunistischen Partei Deutschlands bei. Im Juli 1946 übersiedelte er nach Vorpommern. Im Februar 1947 trat er der Sozialistischen Einheitspartei Deutschlands (SED) bei. Er wurde Vorsitzender der SED-Ortsgruppe Bartow (Kreis Demmin), später Arbeitsgebietssekretär in Altentreptow. 1949 studierte er ein halbes Jahr an der Landesparteischule der SED in Wiligrad und wurde anschließend Mitglied der SED-Landesleitung Mecklenburg. Von 1949 bis 1952 war er Erster Sekretär der SED-Kreisleitungen Anklam und Wismar. 
Von Juni bis September 1952 war er Sekretär der SED-Landesleitung Mecklenburg und von September 1952 bis August 1953 Erster Sekretär der SED-Bezirksleitung Neubrandenburg. Gleichzeitig war er Abgeordneter des Bezirkstages Neubrandenburg. Er wurde nach einem Politbürobeschluss als Erster Sekretär abgelöst und außerhalb des Bezirkes Neubrandenburg eingesetzt. Seine Entfernung aus dem Parteiapparat wurde mit seinem versöhnlerischen Verhalten im Juni 1953 begründet. Außerdem sei er moralisch nicht in Ordnung gewesen und hätte Familienpolitik betrieben.
Wiebershausen arbeitete dann von Oktober 1953 bis zu seinem Tod 1958 als zweiter Vorsitzender und Sekretär für Aufklärung, Presse und Schulung des Bezirksausschusses Halle der Nationalen Front. Er starb durch Suizid.